# Lista över fornlämningar i Gotlands kommun (Rone)
Lista över fornlämningar i Gotlands kommun (Rone) är en förteckning av ett urval av de fornlämningar som finns i Rone i Gotlands kommun.
| Namn                         | Lämningstyp                      | Tillkomsttid | Historisk indelning | Plats | Läge                 | ID-nr          | Bild                                      |
| ---------------------------- | -------------------------------- | ------------ | ------------------- | ----- | -------------------- | -------------- | ----------------------------------------- |
| Rone 1:1                     | Stensättning                     |              | Rone, Gotland       |       | 57.171816, 18.475612 | 10095900010001 | Ladda upp en bild av detta fornminne      |
| Rone 1:2                     | Stensättning                     |              | Rone, Gotland       |       | 57.171847, 18.475411 | 10095900010002 | Ladda upp en bild av detta fornminne      |
| Rone 2:1                     | Röse                             |              | Rone, Gotland       |       | 57.175256, 18.466120 | 10095900020001 | Ladda upp en bild av detta fornminne      |
| Rone 3:1                     | Röse                             |              | Rone, Gotland       |       | 57.176587, 18.467058 | 10095900030001 | Ladda upp en bild av detta fornminne      |
| Rone 4:1                     | Röse                             |              | Rone, Gotland       |       | 57.177506, 18.463754 | 10095900040001 | Ladda upp en bild av detta fornminne      |
| Rone 4:2                     | Stensättning                     |              | Rone, Gotland       |       | 57.177679, 18.463570 | 10095900040002 | Ladda upp en bild av detta fornminne      |
| Rone 4:3                     | Stensättning                     |              | Rone, Gotland       |       | 57.177320, 18.463859 | 10095900040003 | Ladda upp en bild av detta fornminne      |
| Rone 4:4                     | Stensättning                     |              | Rone, Gotland       |       | 57.176981, 18.463245 | 10095900040004 | Ladda upp en bild av detta fornminne      |
| Rone 6:1                     | Hällristning                     |              | Rone, Gotland       |       | 57.167289, 18.469699 | 10095900060001 | Ladda upp en bild av detta fornminne      |
| Rone 7:1                     | Gravfält                         |              | Rone, Gotland       |       | 57.178121, 18.450160 | 10095900070001 | Ladda upp en bild av detta fornminne      |
| Rone 8:1                     | Gravfält                         |              | Rone, Gotland       |       | 57.177129, 18.448467 | 10095900080001 | Ladda upp en bild av detta fornminne      |
| Uggarderojr (Rone 10:1)      | Röse                             |              | Rone, Gotland       |       | 57.169798, 18.438108 | 10095900100001 | Ladda upp en till bild av detta fornminne |
| Rone 10:2                    | Stensättning                     |              | Rone, Gotland       |       | 57.169822, 18.438568 | 10095900100002 | Ladda upp en bild av detta fornminne      |
| Rone 10:3                    | Stensättning                     |              | Rone, Gotland       |       | 57.169703, 18.437488 | 10095900100003 | Ladda upp en bild av detta fornminne      |
| Rone 10:4                    | Stensättning                     |              | Rone, Gotland       |       | 57.169563, 18.437615 | 10095900100004 | Ladda upp en bild av detta fornminne      |
| Rone 11:1                    | Röse                             |              | Rone, Gotland       |       | 57.169605, 18.434914 | 10095900110001 | Ladda upp en till bild av detta fornminne |
| Rone 11:2                    | Stensättning                     |              | Rone, Gotland       |       | 57.169620, 18.434609 | 10095900110002 | Ladda upp en bild av detta fornminne      |
| Rone 11:3                    | Hällristning                     |              | Rone, Gotland       |       | 57.169753, 18.435288 | 10095900110003 | Ladda upp en bild av detta fornminne      |
| Rone 12:1                    | Röse                             |              | Rone, Gotland       |       | 57.170024, 18.431477 | 10095900120001 | Ladda upp en till bild av detta fornminne |
| Rone 12:2                    | Hällristning                     |              | Rone, Gotland       |       | 57.170181, 18.431450 | 10095900120002 | Ladda upp en bild av detta fornminne      |
| Rone 13:1                    | Röse                             |              | Rone, Gotland       |       | 57.168438, 18.432436 | 10095900130001 | Ladda upp en bild av detta fornminne      |
| Rone 14:1                    | Hällristning                     |              | Rone, Gotland       |       | 57.170955, 18.429117 | 11100000001413 | Ladda upp en bild av detta fornminne      |
| Rone 15:1                    | Röse                             |              | Rone, Gotland       |       | 57.172685, 18.433239 | 10095900150001 | Ladda upp en bild av detta fornminne      |
| Rone 17:1                    | Stensättning                     |              | Rone, Gotland       |       | 57.172258, 18.428253 | 10095900170001 | Ladda upp en bild av detta fornminne      |
| Rone 17:2                    | Stensättning                     |              | Rone, Gotland       |       | 57.172163, 18.428236 | 10095900170002 | Ladda upp en bild av detta fornminne      |
| Rone 17:3                    | Stensättning                     |              | Rone, Gotland       |       | 57.172078, 18.428313 | 10095900170003 | Ladda upp en bild av detta fornminne      |
| Rone 18:1                    | Gravfält                         |              | Rone, Gotland       |       | 57.172509, 18.428066 | 10095900180001 | Ladda upp en bild av detta fornminne      |
| Rone 20:1                    | Gravfält                         |              | Rone, Gotland       |       | 57.172811, 18.428663 | 10095900200001 | Ladda upp en bild av detta fornminne      |
| Rone 21:1                    | Hällristning                     |              | Rone, Gotland       |       | 57.166884, 18.449480 | 10095900210001 | Ladda upp en bild av detta fornminne      |
| Rone 23:1                    | Stensättning                     |              | Rone, Gotland       |       | 57.165795, 18.447253 | 10095900230001 | Ladda upp en bild av detta fornminne      |
| Rone 23:2                    | Stensättning                     |              | Rone, Gotland       |       | 57.165896, 18.447130 | 10095900230002 | Ladda upp en bild av detta fornminne      |
| Rone 23:3                    | Stensättning                     |              | Rone, Gotland       |       | 57.165894, 18.447044 | 10095900230003 | Ladda upp en bild av detta fornminne      |
| Rone 23:4                    | Stensättning                     |              | Rone, Gotland       |       | 57.165863, 18.447012 | 10095900230004 | Ladda upp en bild av detta fornminne      |
| Rone 24:1                    | Stensättning                     |              | Rone, Gotland       |       | 57.164685, 18.444850 | 10095900240001 | Ladda upp en bild av detta fornminne      |
| Rone 24:2                    | Stensättning                     |              | Rone, Gotland       |       | 57.164701, 18.445025 | 10095900240002 | Ladda upp en bild av detta fornminne      |
| Rone 25:1                    | Röse                             |              | Rone, Gotland       |       | 57.171958, 18.439860 | 10095900250001 | Ladda upp en bild av detta fornminne      |
| Rone 25:2                    | Stensättning                     |              | Rone, Gotland       |       | 57.172039, 18.440145 | 10095900250002 | Ladda upp en bild av detta fornminne      |
| Rone 25:3                    | Stensättning                     |              | Rone, Gotland       |       | 57.171761, 18.439900 | 10095900250003 | Ladda upp en bild av detta fornminne      |
| Rone 26:1                    | Röjningsröse                     |              | Rone, Gotland       |       | 57.101529, 18.262417 | 10095900260001 | Ladda upp en till bild av detta fornminne |
| Rone 28:1                    | Gravfält                         |              | Rone, Gotland       |       | 57.172442, 18.437399 | 10095900280001 | Ladda upp en bild av detta fornminne      |
| Rone 30:1                    | Röse                             |              | Rone, Gotland       |       | 57.172791, 18.438058 | 10095900300001 | Ladda upp en bild av detta fornminne      |
| Rone 31:1                    | Husgrund, förhistorisk/medeltida |              | Rone, Gotland       |       | 57.174408, 18.425310 | 10095900310001 | Ladda upp en bild av detta fornminne      |
| Rone 31:3                    | Husgrund, förhistorisk/medeltida |              | Rone, Gotland       |       | 57.174529, 18.424960 | 10095900310003 | Ladda upp en bild av detta fornminne      |
| Rone 32:1                    | Stenkrets                        |              | Rone, Gotland       |       | 57.177467, 18.417207 | 10095900320001 | Ladda upp en bild av detta fornminne      |
| Rone 33:1                    | Husgrund, förhistorisk/medeltida |              | Rone, Gotland       |       | 57.177950, 18.418040 | 10095900330001 | Ladda upp en bild av detta fornminne      |
| Rone 33:2                    | Husgrund, förhistorisk/medeltida |              | Rone, Gotland       |       | 57.177946, 18.417653 | 10095900330002 | Ladda upp en bild av detta fornminne      |
| Rone 33:3                    | Husgrund, förhistorisk/medeltida |              | Rone, Gotland       |       | 57.177912, 18.418461 | 10095900330003 | Ladda upp en bild av detta fornminne      |
| Rone 33:4                    | Husgrund, förhistorisk/medeltida |              | Rone, Gotland       |       | 57.177623, 18.417945 | 10095900330004 | Ladda upp en bild av detta fornminne      |
| Rone 34:4                    | Hällristning                     |              | Rone, Gotland       |       | 57.179242, 18.421697 | 11100000001414 | Ladda upp en bild av detta fornminne      |
| Rone 35:1                    | Husgrund, förhistorisk/medeltida |              | Rone, Gotland       |       | 57.182294, 18.414727 | 10095900350001 | Ladda upp en bild av detta fornminne      |
| Rone 36:1                    | Husgrund, förhistorisk/medeltida |              | Rone, Gotland       |       | 57.180879, 18.412672 | 10095900360001 | Ladda upp en bild av detta fornminne      |
| Rone 37:1                    | Husgrund, förhistorisk/medeltida |              | Rone, Gotland       |       | 57.187446, 18.438010 | 10095900370001 | Ladda upp en bild av detta fornminne      |
| Rone 38:1                    | Husgrund, förhistorisk/medeltida |              | Rone, Gotland       |       | 57.187485, 18.439653 | 10095900380001 | Ladda upp en bild av detta fornminne      |
| Rone 40:1                    | Stenkrets                        |              | Rone, Gotland       |       | 57.180257, 18.450284 | 10095900400001 | Ladda upp en bild av detta fornminne      |
| Rone 41:1                    | Gravfält                         |              | Rone, Gotland       |       | 57.179762, 18.448072 | 10095900410001 | Ladda upp en bild av detta fornminne      |
| Rone 42:1                    | Stenkrets                        |              | Rone, Gotland       |       | 57.189135, 18.444730 | 10095900420001 | Ladda upp en bild av detta fornminne      |
| Rone 42:2                    | Stensättning                     |              | Rone, Gotland       |       | 57.189188, 18.444305 | 10095900420002 | Ladda upp en bild av detta fornminne      |
| Rone 44:1                    | Hällristning                     |              | Rone, Gotland       |       | 57.173852, 18.480099 | 10095900440001 | Ladda upp en bild av detta fornminne      |
| Rone 46:1                    | Hällristning                     |              | Rone, Gotland       |       | 57.173413, 18.479530 | 11100000001415 | Ladda upp en bild av detta fornminne      |
| Rone 47:1                    | Stensättning                     |              | Rone, Gotland       |       | 57.177395, 18.468874 | 10095900470001 | Ladda upp en bild av detta fornminne      |
| Rone 47:2                    | Stensättning                     |              | Rone, Gotland       |       | 57.177281, 18.468748 | 10095900470002 | Ladda upp en bild av detta fornminne      |
| Rone 47:3                    | Stensättning                     |              | Rone, Gotland       |       | 57.177164, 18.468720 | 10095900470003 | Ladda upp en bild av detta fornminne      |
| Rone 49:1                    | Stensättning                     |              | Rone, Gotland       |       | 57.178179, 18.485144 | 10095900490001 | Ladda upp en bild av detta fornminne      |
| Rone 52:1                    | Hällristning                     |              | Rone, Gotland       |       | 57.177059, 18.486738 | 10095900520001 | Ladda upp en bild av detta fornminne      |
| Rone 54:1                    | Hällristning                     |              | Rone, Gotland       |       | 57.176149, 18.486649 | 11100000001417 | Ladda upp en bild av detta fornminne      |
| Rone 56:1                    | Hällristning                     |              | Rone, Gotland       |       | 57.174896, 18.494160 | 11100000001418 | Ladda upp en bild av detta fornminne      |
| Rone 57:1                    | Gravfält                         |              | Rone, Gotland       |       | 57.167624, 18.470077 | 10095900570001 | Ladda upp en bild av detta fornminne      |
| Rone 58:1                    | Hällristning                     |              | Rone, Gotland       |       | 57.167168, 18.467010 | 11100000001419 | Ladda upp en bild av detta fornminne      |
| Rone 58:2                    | Hällristning                     |              | Rone, Gotland       |       | 57.167700, 18.467300 | 11100000001420 | Ladda upp en bild av detta fornminne      |
| Rone 59:1                    | Stensättning                     |              | Rone, Gotland       |       | 57.168632, 18.467065 | 10095900590001 | Ladda upp en bild av detta fornminne      |
| Rone 59:2                    | Stensättning                     |              | Rone, Gotland       |       | 57.168759, 18.467526 | 10095900590002 | Ladda upp en bild av detta fornminne      |
| Rone 60:1                    | Stensättning                     |              | Rone, Gotland       |       | 57.169667, 18.468093 | 10095900600001 | Ladda upp en bild av detta fornminne      |
| Rone 61:1                    | Stensättning                     |              | Rone, Gotland       |       | 57.175612, 18.452813 | 10095900610001 | Ladda upp en bild av detta fornminne      |
| Rone 62:1                    | Röse                             |              | Rone, Gotland       |       | 57.176546, 18.455080 | 10095900620001 | Ladda upp en bild av detta fornminne      |
| Rone 63:1                    | Stenkrets                        |              | Rone, Gotland       |       | 57.175293, 18.456287 | 10095900630001 | Ladda upp en bild av detta fornminne      |
| Rone 64:1                    | Stensättning                     |              | Rone, Gotland       |       | 57.170959, 18.465313 | 10095900640001 | Ladda upp en bild av detta fornminne      |
| Rone 64:2                    | Stensättning                     |              | Rone, Gotland       |       | 57.170803, 18.464963 | 10095900640002 | Ladda upp en bild av detta fornminne      |
| Rone 66:1                    | Gravfält                         |              | Rone, Gotland       |       | 57.189666, 18.477138 | 10095900660001 | Ladda upp en bild av detta fornminne      |
| Rone 67:1                    | Stensättning                     |              | Rone, Gotland       |       | 57.189363, 18.473753 | 10095900670001 | Ladda upp en bild av detta fornminne      |
| Rone 68:1                    | Gravfält                         |              | Rone, Gotland       |       | 57.186002, 18.472888 | 10095900680001 | Ladda upp en bild av detta fornminne      |
| Rone 70:1                    | Husgrund, förhistorisk/medeltida |              | Rone, Gotland       |       | 57.187672, 18.476813 | 10095900700001 | Ladda upp en till bild av detta fornminne |
| Rone 70:2                    | Husgrund, förhistorisk/medeltida |              | Rone, Gotland       |       | 57.187771, 18.476902 | 10095900700002 | Ladda upp en bild av detta fornminne      |
| Rone 70:3                    | Husgrund, förhistorisk/medeltida |              | Rone, Gotland       |       | 57.187590, 18.477206 | 10095900700003 | Ladda upp en bild av detta fornminne      |
| Rone 71:1                    | Röse                             |              | Rone, Gotland       |       | 57.185575, 18.480883 | 10095900710001 | Ladda upp en bild av detta fornminne      |
| Rone 72:1                    | Hög                              |              | Rone, Gotland       |       | 57.186495, 18.484899 | 10095900720001 | Ladda upp en bild av detta fornminne      |
| Rone 72:2                    | Stensättning                     |              | Rone, Gotland       |       | 57.186333, 18.484574 | 10095900720002 | Ladda upp en bild av detta fornminne      |
| Rone 72:3                    | Stensättning                     |              | Rone, Gotland       |       | 57.186162, 18.484610 | 10095900720003 | Ladda upp en bild av detta fornminne      |
| Rone 73:1                    | Gravfält                         |              | Rone, Gotland       |       | 57.233615, 18.477821 | 10095900730001 | Ladda upp en bild av detta fornminne      |
| Rone 74:1                    | Hällristning                     |              | Rone, Gotland       |       | 57.225212, 18.466957 | 11100000001044 | Ladda upp en bild av detta fornminne      |
| Rone 74:2                    | Hällristning                     |              | Rone, Gotland       |       | 57.225333, 18.467017 | 11100000001045 | Ladda upp en bild av detta fornminne      |
| Rone 74:3                    | Hällristning                     |              | Rone, Gotland       |       | 57.225318, 18.467008 | 11100000001046 | Ladda upp en bild av detta fornminne      |
| Rone 75:1                    | Stensättning                     |              | Rone, Gotland       |       | 57.225080, 18.476726 | 10095900750001 | Ladda upp en bild av detta fornminne      |
| Rone 75:2                    | Stensättning                     |              | Rone, Gotland       |       | 57.224985, 18.476805 | 10095900750002 | Ladda upp en bild av detta fornminne      |
| Rone 75:3                    | Stensättning                     |              | Rone, Gotland       |       | 57.224854, 18.476594 | 10095900750003 | Ladda upp en bild av detta fornminne      |
| Rone 76:1                    | Husgrund, förhistorisk/medeltida |              | Rone, Gotland       |       | 57.222388, 18.478522 | 10095900760001 | Ladda upp en bild av detta fornminne      |
| Rone 76:2                    | Husgrund, förhistorisk/medeltida |              | Rone, Gotland       |       | 57.222760, 18.478842 | 10095900760002 | Ladda upp en bild av detta fornminne      |
| Rone 76:3                    | Husgrund, förhistorisk/medeltida |              | Rone, Gotland       |       | 57.223513, 18.478513 | 10095900760003 | Ladda upp en bild av detta fornminne      |
| Rone 77:1                    | Gravfält                         |              | Rone, Gotland       |       | 57.222536, 18.475015 | 10095900770001 | Ladda upp en bild av detta fornminne      |
| Rone 78:1                    | Stensättning                     |              | Rone, Gotland       |       | 57.220362, 18.470158 | 10095900780001 | Ladda upp en bild av detta fornminne      |
| Rone 78:2                    | Stensättning                     |              | Rone, Gotland       |       | 57.220250, 18.469695 | 10095900780002 | Ladda upp en bild av detta fornminne      |
| Rone 79:1                    | Hällristning                     |              | Rone, Gotland       |       | 57.210275, 18.444720 | 11100000001047 | Ladda upp en bild av detta fornminne      |
| Rone 80:1                    | Husgrund, förhistorisk/medeltida |              | Rone, Gotland       |       | 57.209366, 18.408936 | 10095900800001 | Ladda upp en bild av detta fornminne      |
| Rone 81:1                    | Hällristning                     |              | Rone, Gotland       |       | 57.213680, 18.424362 | 11100000001048 | Ladda upp en bild av detta fornminne      |
| Rone 82:1                    | Stenkrets                        |              | Rone, Gotland       |       | 57.200963, 18.426758 | 10095900820001 | Ladda upp en bild av detta fornminne      |
| Rone 83:1                    | Hällristning                     |              | Rone, Gotland       |       | 57.200729, 18.425834 | 10095900830001 | Ladda upp en bild av detta fornminne      |
| Rone 84:1                    | Gravfält                         |              | Rone, Gotland       |       | 57.206774, 18.462079 | 10095900840001 | Ladda upp en bild av detta fornminne      |
| Rone 85:1                    | Stensättning                     |              | Rone, Gotland       |       | 57.206462, 18.458071 | 10095900850001 | Ladda upp en bild av detta fornminne      |
| Rone 85:2                    | Hög                              |              | Rone, Gotland       |       | 57.206712, 18.457675 | 10095900850002 | Ladda upp en bild av detta fornminne      |
| Rone 87:1                    | Röse                             |              | Rone, Gotland       |       | 57.188067, 18.490067 | 10095900870001 | Ladda upp en bild av detta fornminne      |
| "Roirakerrojr" (Rone 88:1)   | Röse                             |              | Rone, Gotland       |       | 57.188823, 18.492866 | 10095900880001 | Ladda upp en bild av detta fornminne      |
| "Hagrojr" (Rone 89:1)        | Röse                             |              | Rone, Gotland       |       | 57.188699, 18.499095 | 10095900890001 | Ladda upp en bild av detta fornminne      |
| Rone 89:2                    | Gravhägnad                       |              | Rone, Gotland       |       | 57.188586, 18.499422 | 10095900890002 | Ladda upp en bild av detta fornminne      |
| Rone 89:3                    | Stensättning                     |              | Rone, Gotland       |       | 57.188564, 18.498830 | 10095900890003 | Ladda upp en bild av detta fornminne      |
| Rone 89:4                    | Stensättning                     |              | Rone, Gotland       |       | 57.188644, 18.498740 | 10095900890004 | Ladda upp en bild av detta fornminne      |
| Rone 90:1                    | Röse                             |              | Rone, Gotland       |       | 57.190556, 18.498832 | 10095900900001 | Ladda upp en bild av detta fornminne      |
| Rone 90:2                    | Stensättning                     |              | Rone, Gotland       |       | 57.190591, 18.498419 | 10095900900002 | Ladda upp en bild av detta fornminne      |
| Rone 90:3                    | Stensättning                     |              | Rone, Gotland       |       | 57.190605, 18.498963 | 10095900900003 | Ladda upp en bild av detta fornminne      |
| Rone 92:1                    | Röse                             |              | Rone, Gotland       |       | 57.191349, 18.499511 | 10095900920001 | Ladda upp en bild av detta fornminne      |
| Rone 92:2                    | Grav markerad av sten/block      |              | Rone, Gotland       |       | 57.191184, 18.499053 | 10095900920002 | Ladda upp en bild av detta fornminne      |
| Rone 92:3                    | Stensättning                     |              | Rone, Gotland       |       | 57.191435, 18.499853 | 10095900920003 | Ladda upp en bild av detta fornminne      |
| Rone 93:1                    | Hällristning                     |              | Rone, Gotland       |       | 57.191396, 18.500855 | 10095900930001 | Ladda upp en bild av detta fornminne      |
| Rone 94:1                    | Hällristning                     |              | Rone, Gotland       |       | 57.192125, 18.495148 | 10095900940001 | Ladda upp en bild av detta fornminne      |
| Rone 95:1                    | Röse                             |              | Rone, Gotland       |       | 57.190874, 18.494126 | 10095900950001 | Ladda upp en bild av detta fornminne      |
| Rone 95:2                    | Stensättning                     |              | Rone, Gotland       |       | 57.190813, 18.493713 | 10095900950002 | Ladda upp en bild av detta fornminne      |
| Rone 96:1                    | Stenkrets                        |              | Rone, Gotland       |       | 57.196180, 18.504168 | 10095900960001 | Ladda upp en bild av detta fornminne      |
| Rone 97:1                    | Stensättning                     |              | Rone, Gotland       |       | 57.191841, 18.504882 | 10095900970001 | Ladda upp en bild av detta fornminne      |
| Rone 98:1                    | Röse                             |              | Rone, Gotland       |       | 57.186985, 18.512450 | 10095900980001 | Ladda upp en bild av detta fornminne      |
| Rone 98:2                    | Grav markerad av sten/block      |              | Rone, Gotland       |       | 57.186916, 18.512296 | 10095900980002 | Ladda upp en bild av detta fornminne      |
| Rone 98:3                    | Röse                             |              | Rone, Gotland       |       | 57.187038, 18.512554 | 10095900980003 | Ladda upp en bild av detta fornminne      |
| Rone 98:4                    | Stensättning                     |              | Rone, Gotland       |       | 57.187155, 18.512369 | 10095900980004 | Ladda upp en bild av detta fornminne      |
| Rone 101:1                   | Stensättning                     |              | Rone, Gotland       |       | 57.193608, 18.512508 | 10095901010001 | Ladda upp en bild av detta fornminne      |
| Rone 101:2                   | Stensättning                     |              | Rone, Gotland       |       | 57.193363, 18.512018 | 10095901010002 | Ladda upp en bild av detta fornminne      |
| Rone 103:1                   | Hög                              |              | Rone, Gotland       |       | 57.207086, 18.496299 | 10095901030001 | Ladda upp en bild av detta fornminne      |
| Rone 104:1                   | Gravfält                         |              | Rone, Gotland       |       | 57.201936, 18.499390 | 10095901040001 | Ladda upp en bild av detta fornminne      |
| Rone 105:1                   | Gravfält                         |              | Rone, Gotland       |       | 57.200447, 18.494793 | 10095901050001 | Ladda upp en bild av detta fornminne      |
| Rone 106:1                   | Husgrund, förhistorisk/medeltida |              | Rone, Gotland       |       | 57.217902, 18.478236 | 10095901060001 | Ladda upp en bild av detta fornminne      |
| Rone 107:5                   | Stensättning                     |              | Rone, Gotland       |       | 57.217189, 18.476464 | 10095901070005 | Ladda upp en bild av detta fornminne      |
| Rone 108:1                   | Hällristning                     |              | Rone, Gotland       |       | 57.214933, 18.458643 | 11100000001049 | Ladda upp en bild av detta fornminne      |
| Rone 108:2                   | Hällristning                     |              | Rone, Gotland       |       | 57.214947, 18.458620 | 11100000001050 | Ladda upp en bild av detta fornminne      |
| Rone 108:3                   | Hällristning                     |              | Rone, Gotland       |       | 57.214957, 18.458588 | 11100000001051 | Ladda upp en bild av detta fornminne      |
| Domarstenen (Rone 109:1)     | Grav markerad av sten/block      |              | Rone, Gotland       |       | 57.216612, 18.465136 | 10095901090001 | Ladda upp en bild av detta fornminne      |
| Rone 111:1                   | Grav markerad av sten/block      |              | Rone, Gotland       |       | 57.216286, 18.464637 | 10095901110001 | Ladda upp en bild av detta fornminne      |
| Rone 112:1                   | Gravfält                         |              | Rone, Gotland       |       | 57.187924, 18.483090 | 10095901120001 | Ladda upp en bild av detta fornminne      |
| Lejsturojr (Rone 113:1)      | Röse                             |              | Rone, Gotland       |       | 57.187560, 18.481301 | 10095901130001 | Ladda upp en till bild av detta fornminne |
| Rone 113:2                   | Grav markerad av sten/block      |              | Rone, Gotland       |       | 57.187589, 18.480913 | 10095901130002 | Ladda upp en bild av detta fornminne      |
| Rone 113:3                   | Grav markerad av sten/block      |              | Rone, Gotland       |       | 57.187529, 18.480888 | 10095901130003 | Ladda upp en bild av detta fornminne      |
| Rone 113:4                   | Stensättning                     |              | Rone, Gotland       |       | 57.187456, 18.480945 | 10095901130004 | Ladda upp en bild av detta fornminne      |
| Brudstenen (Rone 114:1)      | Minnesmärke                      |              | Rone, Gotland       |       | 57.191746, 18.461728 | 10095901140001 | Ladda upp en bild av detta fornminne      |
| Rone 115:1                   | Husgrund, förhistorisk/medeltida |              | Rone, Gotland       |       | 57.188099, 18.467773 | 10095901150001 | Ladda upp en bild av detta fornminne      |
| Rone 116:1                   | Stensättning                     |              | Rone, Gotland       |       | 57.180925, 18.469320 | 10095901160001 | Ladda upp en bild av detta fornminne      |
| Rone 117:1                   | Stensättning                     |              | Rone, Gotland       |       | 57.177910, 18.458203 | 10095901170001 | Ladda upp en bild av detta fornminne      |
| Rone 119:1                   | Grav markerad av sten/block      |              | Rone, Gotland       |       | 57.181094, 18.454518 | 10095901190001 | Ladda upp en bild av detta fornminne      |
| Rone 122:1                   | Röse                             |              | Rone, Gotland       |       | 57.175098, 18.450648 | 10095901220001 | Ladda upp en bild av detta fornminne      |
| Rone 123:1                   | Stensättning                     |              | Rone, Gotland       |       | 57.175980, 18.451542 | 10095901230001 | Ladda upp en bild av detta fornminne      |
| Rone 123:2                   | Stensättning                     |              | Rone, Gotland       |       | 57.176136, 18.451730 | 10095901230002 | Ladda upp en bild av detta fornminne      |
| Rone 124:1                   | Gravfält                         |              | Rone, Gotland       |       | 57.176993, 18.421171 | 10095901240001 | Ladda upp en bild av detta fornminne      |
| Rone 125:1                   | Stensättning                     |              | Rone, Gotland       |       | 57.179238, 18.466637 | 10095901250001 | Ladda upp en bild av detta fornminne      |
| Rone 127:1                   | Stensättning                     |              | Rone, Gotland       |       | 57.234643, 18.483120 | 10095901270001 | Ladda upp en bild av detta fornminne      |
| Rone 129:1                   | Gravfält                         |              | Rone, Gotland       |       | 57.236839, 18.477371 | 10095901290001 | Ladda upp en bild av detta fornminne      |
| Rone 135:1                   | Stensättning                     |              | Rone, Gotland       |       | 57.187058, 18.474170 | 10095901350001 | Ladda upp en bild av detta fornminne      |
| Rone 137:1                   | Hällristning                     |              | Rone, Gotland       |       | 57.187317, 18.470675 | 11100000001152 | Ladda upp en bild av detta fornminne      |
| Rone 141:1                   | Husgrund, förhistorisk/medeltida |              | Rone, Gotland       |       | 57.191437, 18.467000 | 10095901410001 | Ladda upp en bild av detta fornminne      |
| Rone 142:1                   | Stensättning                     |              | Rone, Gotland       |       | 57.191295, 18.468239 | 10095901420001 | Ladda upp en bild av detta fornminne      |
| Rone 143:1                   | Husgrund, förhistorisk/medeltida |              | Rone, Gotland       |       | 57.190605, 18.480792 | 10095901430001 | Ladda upp en bild av detta fornminne      |
| Rone 144:1                   | Husgrund, förhistorisk/medeltida |              | Rone, Gotland       |       | 57.190802, 18.481697 | 10095901440001 | Ladda upp en bild av detta fornminne      |
| Rone 145:1                   | Stensättning                     |              | Rone, Gotland       |       | 57.191122, 18.471355 | 10095901450001 | Ladda upp en bild av detta fornminne      |
| Rone 145:2                   | Stensättning                     |              | Rone, Gotland       |       | 57.190935, 18.471790 | 10095901450002 | Ladda upp en bild av detta fornminne      |
| Rone 146:1                   | Hällristning                     |              | Rone, Gotland       |       | 57.188922, 18.479175 | 10095901460001 | Ladda upp en bild av detta fornminne      |
| Rone 147:1                   | Husgrund, förhistorisk/medeltida |              | Rone, Gotland       |       | 57.187723, 18.478967 | 10095901470001 | Ladda upp en bild av detta fornminne      |
| Rone 147:2                   | Husgrund, förhistorisk/medeltida |              | Rone, Gotland       |       | 57.188060, 18.478991 | 10095901470002 | Ladda upp en bild av detta fornminne      |
| Rone 148:1                   | Hällristning                     |              | Rone, Gotland       |       | 57.186909, 18.477169 | 11100000001153 | Ladda upp en bild av detta fornminne      |
| Rone 148:2                   | Hällristning                     |              | Rone, Gotland       |       | 57.186924, 18.477068 | 11100000001154 | Ladda upp en bild av detta fornminne      |
| Rone 149:1                   | Stensättning                     |              | Rone, Gotland       |       | 57.184806, 18.480416 | 10095901490001 | Ladda upp en bild av detta fornminne      |
| Rone 151:1                   | Stensättning                     |              | Rone, Gotland       |       | 57.190033, 18.483619 | 10095901510001 | Ladda upp en bild av detta fornminne      |
| Rone 152:1                   | Stensättning                     |              | Rone, Gotland       |       | 57.189012, 18.483415 | 10095901520001 | Ladda upp en bild av detta fornminne      |
| Rone 153:1                   | Hällristning                     |              | Rone, Gotland       |       | 57.187460, 18.517320 | 10095901530001 | Ladda upp en bild av detta fornminne      |
| Rone 156:1                   | Hällristning                     |              | Rone, Gotland       |       | 57.186604, 18.516909 | 10095901560001 | Ladda upp en bild av detta fornminne      |
| Rone 157:1                   | Hällristning                     |              | Rone, Gotland       |       | 57.186904, 18.515487 | 11100000001155 | Ladda upp en bild av detta fornminne      |
| Rone 161:1                   | Hällristning                     |              | Rone, Gotland       |       | 57.198103, 18.509238 | 11100000001156 | Ladda upp en bild av detta fornminne      |
| Rone 162:1                   | Hällristning                     |              | Rone, Gotland       |       | 57.195778, 18.510028 | 10095901620001 | Ladda upp en bild av detta fornminne      |
| Rone 167:1                   | Husgrund, förhistorisk/medeltida |              | Rone, Gotland       |       | 57.192209, 18.487543 | 10095901670001 | Ladda upp en bild av detta fornminne      |
| Rone 169:1                   | Hällristning                     |              | Rone, Gotland       |       | 57.183752, 18.507838 | 10095901690001 | Ladda upp en bild av detta fornminne      |
| Rone 171:1                   | Stensättning                     |              | Rone, Gotland       |       | 57.199621, 18.426292 | 10095901710001 | Ladda upp en bild av detta fornminne      |
| Rone 173:1                   | Stensättning                     |              | Rone, Gotland       |       | 57.217040, 18.465428 | 10095901730001 | Ladda upp en bild av detta fornminne      |
| Rone 178:1                   | Hällristning                     |              | Rone, Gotland       |       | 57.189783, 18.441242 | 11100000001157 | Ladda upp en bild av detta fornminne      |
| Rone 184:1                   | Stensättning                     |              | Rone, Gotland       |       | 57.218431, 18.467176 | 10095901840001 | Ladda upp en bild av detta fornminne      |
| Rone 184:2                   | Stensättning                     |              | Rone, Gotland       |       | 57.218586, 18.467366 | 10095901840002 | Ladda upp en bild av detta fornminne      |
| Rone 187:1                   | Stensättning                     |              | Rone, Gotland       |       | 57.222997, 18.474130 | 10095901870001 | Ladda upp en bild av detta fornminne      |
| Rone 201:1                   | Stensättning                     |              | Rone, Gotland       |       | 57.217888, 18.498466 | 10095902010001 | Ladda upp en bild av detta fornminne      |
| Rone 206:1                   | Gravfält                         |              | Rone, Gotland       |       | 57.196178, 18.456641 | 10095902060001 | Ladda upp en bild av detta fornminne      |
| Rone 207:1                   | Gravfält                         |              | Rone, Gotland       |       | 57.195636, 18.460060 | 10095902070001 | Ladda upp en bild av detta fornminne      |
| Rone 208:1                   | Stensättning                     |              | Rone, Gotland       |       | 57.202168, 18.496427 | 10095902080001 | Ladda upp en bild av detta fornminne      |
| Rone 215:1                   | Stensättning                     |              | Rone, Gotland       |       | 57.215175, 18.461379 | 10095902150001 | Ladda upp en bild av detta fornminne      |
| Rone 215:2                   | Stensättning                     |              | Rone, Gotland       |       | 57.215209, 18.461308 | 10095902150002 | Ladda upp en bild av detta fornminne      |
| Rone 218:1                   | Hällristning                     |              | Rone, Gotland       |       | 57.235756, 18.470845 | 11100000001334 | Ladda upp en bild av detta fornminne      |
| Rone 218:2                   | Hällristning                     |              | Rone, Gotland       |       | 57.235841, 18.470726 | 11100000001335 | Ladda upp en bild av detta fornminne      |
| Rone 219:1                   | Hällristning                     |              | Rone, Gotland       |       | 57.224813, 18.465833 | 11100000001336 | Ladda upp en bild av detta fornminne      |
| Rone 224:1                   | Hällristning                     |              | Rone, Gotland       |       | 57.185867, 18.415668 | 11100000001337 | Ladda upp en bild av detta fornminne      |
| Rone 228:1                   | Hällristning                     |              | Rone, Gotland       |       | 57.180698, 18.420415 | 11100000001338 | Ladda upp en bild av detta fornminne      |
| Rone 237:1                   | Stensättning                     |              | Rone, Gotland       |       | 57.190596, 18.444014 | 10095902370001 | Ladda upp en bild av detta fornminne      |
| Rone 237:2                   | Stensättning                     |              | Rone, Gotland       |       | 57.190498, 18.444172 | 10095902370002 | Ladda upp en bild av detta fornminne      |
| Rone 245:1                   | Stensättning                     |              | Rone, Gotland       |       | 57.178449, 18.418950 | 10095902450001 | Ladda upp en bild av detta fornminne      |
| Rone 245:2                   | Stensättning                     |              | Rone, Gotland       |       | 57.178356, 18.418865 | 10095902450002 | Ladda upp en bild av detta fornminne      |
| Rone 246:2                   | Hög                              |              | Rone, Gotland       |       | 57.175552, 18.419896 | 10095902460002 | Ladda upp en bild av detta fornminne      |
| Rone 258:1                   | Hällristning                     |              | Rone, Gotland       |       | 57.234750, 18.471723 | 11100000001339 | Ladda upp en bild av detta fornminne      |
| Rone 266:1                   | Stensättning                     |              | Rone, Gotland       |       | 57.177147, 18.457932 | 10095902660001 | Ladda upp en bild av detta fornminne      |
| Rone 266:2                   | Stensättning                     |              | Rone, Gotland       |       | 57.177373, 18.458361 | 10095902660002 | Ladda upp en bild av detta fornminne      |
| Rone 267:1                   | Stensättning                     |              | Rone, Gotland       |       | 57.168425, 18.435254 | 10095902670001 | Ladda upp en bild av detta fornminne      |
| Rone 269:1                   | Stensättning                     |              | Rone, Gotland       |       | 57.168420, 18.447122 | 10095902690001 | Ladda upp en bild av detta fornminne      |
| Rone 271:1                   | Stensättning                     |              | Rone, Gotland       |       | 57.165652, 18.445809 | 10095902710001 | Ladda upp en bild av detta fornminne      |
| Rone 272:1                   | Stensättning                     |              | Rone, Gotland       |       | 57.166243, 18.447632 | 10095902720001 | Ladda upp en bild av detta fornminne      |
| Rone 272:2                   | Stensättning                     |              | Rone, Gotland       |       | 57.166278, 18.447830 | 10095902720002 | Ladda upp en bild av detta fornminne      |
| Rone 272:3                   | Stensättning                     |              | Rone, Gotland       |       | 57.166377, 18.447823 | 10095902720003 | Ladda upp en bild av detta fornminne      |
| Rone 272:4                   | Stensättning                     |              | Rone, Gotland       |       | 57.166413, 18.447963 | 10095902720004 | Ladda upp en bild av detta fornminne      |
| Rone 273:1                   | Stensättning                     |              | Rone, Gotland       |       | 57.164164, 18.443438 | 10095902730001 | Ladda upp en bild av detta fornminne      |
| Rone 275:1                   | Stensättning                     |              | Rone, Gotland       |       | 57.168513, 18.454759 | 10095902750001 | Ladda upp en bild av detta fornminne      |
| Rone 277:1                   | Stensättning                     |              | Rone, Gotland       |       | 57.167760, 18.453885 | 10095902770001 | Ladda upp en bild av detta fornminne      |
| Rone 278:1                   | Hällristning                     |              | Rone, Gotland       |       | 57.204810, 18.432985 | 11100000001340 | Ladda upp en bild av detta fornminne      |
| Rone 278:2                   | Hällristning                     |              | Rone, Gotland       |       | 57.204819, 18.432889 | 11100000001341 | Ladda upp en bild av detta fornminne      |
| Rone 278:4                   | Hällristning                     |              | Rone, Gotland       |       | 57.204888, 18.432830 | 11100000001342 | Ladda upp en bild av detta fornminne      |
| "Kempsteinarna" (Rone 281:1) | Gravfält                         |              | Rone, Gotland       |       | 57.196749, 18.488984 | 10095902810001 | Ladda upp en bild av detta fornminne      |
| Rone 283:1                   | Hällristning                     |              | Rone, Gotland       |       | 57.197471, 18.492160 | 11100000001421 | Ladda upp en bild av detta fornminne      |
| Rone 287:1                   | Stensättning                     |              | Rone, Gotland       |       | 57.198608, 18.480670 | 10095902870001 | Ladda upp en bild av detta fornminne      |
| Rone 287:2                   | Stensättning                     |              | Rone, Gotland       |       | 57.198470, 18.480426 | 10095902870002 | Ladda upp en bild av detta fornminne      |
| Rone 287:3                   | Stensättning                     |              | Rone, Gotland       |       | 57.198384, 18.479994 | 10095902870003 | Ladda upp en bild av detta fornminne      |
| Rone 287:4                   | Stensättning                     |              | Rone, Gotland       |       | 57.198194, 18.479844 | 10095902870004 | Ladda upp en bild av detta fornminne      |
| Rone 288:3                   | Stensättning                     |              | Rone, Gotland       |       | 57.199192, 18.495180 | 10095902880003 | Ladda upp en bild av detta fornminne      |
| Rone 299:1                   | Stensättning                     |              | Rone, Gotland       |       | 57.200101, 18.426048 | 10095902990001 | Ladda upp en bild av detta fornminne      |
| Rone 304:1                   | Hällristning                     |              | Rone, Gotland       |       | 57.175674, 18.487677 | 11100000001422 | Ladda upp en bild av detta fornminne      |
| Rone 305:1                   | Hällristning                     |              | Rone, Gotland       |       | 57.176257, 18.488242 | 11100000001423 | Ladda upp en bild av detta fornminne      |
| Rone 306:1                   | Hällristning                     |              | Rone, Gotland       |       | 57.176809, 18.488699 | 11100000001424 | Ladda upp en bild av detta fornminne      |
| Rone 306:2                   | Hällristning                     |              | Rone, Gotland       |       | 57.176877, 18.488712 | 11100000001425 | Ladda upp en bild av detta fornminne      |
| Rone 306:3                   | Hällristning                     |              | Rone, Gotland       |       | 57.177245, 18.488935 | 11100000001426 | Ladda upp en bild av detta fornminne      |
| Rone 307:1                   | Hällristning                     |              | Rone, Gotland       |       | 57.177089, 18.490303 | 11100000001427 | Ladda upp en bild av detta fornminne      |
| Rone 308:1                   | Hällristning                     |              | Rone, Gotland       |       | 57.171125, 18.477882 | 10095903080001 | Ladda upp en bild av detta fornminne      |
| Rone 309:1                   | Hällristning                     |              | Rone, Gotland       |       | 57.172375, 18.478649 | 11100000001428 | Ladda upp en bild av detta fornminne      |
| Rone 309:2                   | Hällristning                     |              | Rone, Gotland       |       | 57.172399, 18.478756 | 11100000001429 | Ladda upp en bild av detta fornminne      |
| Rone 309:3                   | Hällristning                     |              | Rone, Gotland       |       | 57.172651, 18.478147 | 11100000001430 | Ladda upp en bild av detta fornminne      |
| Rone 310:1                   | Stensättning                     |              | Rone, Gotland       |       | 57.172195, 18.477545 | 10095903100001 | Ladda upp en bild av detta fornminne      |
| Rone 311:1                   | Hällristning                     |              | Rone, Gotland       |       | 57.168479, 18.475262 | 11100000001431 | Ladda upp en bild av detta fornminne      |
| Rone 312:1                   | Hällristning                     |              | Rone, Gotland       |       | 57.167546, 18.472522 | 11100000001432 | Ladda upp en bild av detta fornminne      |
| Rone 313:1                   | Hällristning                     |              | Rone, Gotland       |       | 57.169219, 18.476872 | 11100000001433 | Ladda upp en bild av detta fornminne      |
| Rone 314:1                   | Hällristning                     |              | Rone, Gotland       |       | 57.168260, 18.473349 | 11100000001434 | Ladda upp en bild av detta fornminne      |
| Rone 315:1                   | Hällristning                     |              | Rone, Gotland       |       | 57.178772, 18.492676 | 11100000001435 | Ladda upp en bild av detta fornminne      |
| Rone 316:1                   | Hällristning                     |              | Rone, Gotland       |       | 57.181931, 18.500952 | 11100000001436 | Ladda upp en bild av detta fornminne      |
| Rone 316:2                   | Hällristning                     |              | Rone, Gotland       |       | 57.181871, 18.501039 | 11100000001437 | Ladda upp en bild av detta fornminne      |
| Rone 318:1                   | Grav markerad av sten/block      |              | Rone, Gotland       |       | 57.196478, 18.474746 | 10095903180001 | Ladda upp en bild av detta fornminne      |
| Rone 318:2                   | Grav markerad av sten/block      |              | Rone, Gotland       |       | 57.196427, 18.474614 | 10095903180002 | Ladda upp en bild av detta fornminne      |
| Rone 318:3                   | Grav markerad av sten/block      |              | Rone, Gotland       |       | 57.196378, 18.474344 | 10095903180003 | Ladda upp en bild av detta fornminne      |
| Rone 319:1                   | Stensättning                     |              | Rone, Gotland       |       | 57.178829, 18.467720 | 10095903190001 | Ladda upp en bild av detta fornminne      |
| Rone 320:1                   | Stensättning                     |              | Rone, Gotland       |       | 57.176156, 18.463421 | 10095903200001 | Ladda upp en bild av detta fornminne      |
| Rone 320:2                   | Stensättning                     |              | Rone, Gotland       |       | 57.176579, 18.463589 | 10095903200002 | Ladda upp en bild av detta fornminne      |
| Rone 321:1                   | Stensättning                     |              | Rone, Gotland       |       | 57.177977, 18.462095 | 10095903210001 | Ladda upp en bild av detta fornminne      |
| Rone 322:1                   | Hällristning                     |              | Rone, Gotland       |       | 57.170228, 18.475713 | 11100000001438 | Ladda upp en bild av detta fornminne      |
| Rone 323:1                   | Hällristning                     |              | Rone, Gotland       |       | 57.169139, 18.472057 | 11100000001439 | Ladda upp en bild av detta fornminne      |
| Rone 333:1                   | Hällristning                     |              | Rone, Gotland       |       | 57.211369, 18.409835 | 11100000001440 | Ladda upp en bild av detta fornminne      |